# ヴィクトル・クリスティアンセン
- ヴィクトル・クリスチャンセン

ヴィクトル・ベルンス・フレスナー・クリスティアンセン（Victor Bernth Flesner Kristiansen, 2002年12月16日 - ）は、デンマーク・コペンハーゲン出身のプロサッカー選手。プレミアリーグ・レスター・シティFC所属。デンマーク代表。ポジションはディフェンダー。

## クラブ経歴
幼少期から地元のコペンハーゲンのユースアカデミーで過ごし、ユースリーグで頭角を表した後2020年にトップチームに昇格。11月29日のスナユスケ・フッボルト戦で、試合終了間際に起用されプロデビュー。12月20日には2023年までの契約を締結。以降先発に定着し主力選手に成長。2021年11月18日には更に2025年までの契約に合意。10代ながらチームの中心選手に成長し、2022年に入ってからは早くも国外移籍の噂が浮上した。
2023年1月20日、レスター・シティと2028年までの契約を結んだ。
1月28日のFAカップ4次ラウンド、ウォルソール戦にて途中出場し、クラブデビューを果たした。
2023年8月30日、ボローニャに買取オプション付きのレンタルで移籍した。
9月2日、カリアリ戦にてクラブデビューを果たした。リーグ戦32試合に出場し、クラブ60年ぶりとなるチャンピオンズリーグ出場権獲得に貢献した。

## 代表経歴
プロデビュー前の2018年から、各ユース世代のデンマーク代表に随時招集。2021年にはUEFA U-21欧州選手権2021U-21代表に招集された。
2023年6月19日、UEFA EURO 2024予選のスロベニア代表戦でA代表初出場。
UEFA EURO 2024に選出

## 個人成績

### クラブ
| 国内大会個人成績 | 国内大会個人成績 | 国内大会個人成績 | 国内大会個人成績 | 国内大会個人成績 | 国内大会個人成績 | 国内大会個人成績 | 国内大会個人成績 | 国内大会個人成績 | 国内大会個人成績 | 国内大会個人成績 | 国内大会個人成績 |
| 年度             | クラブ           | 背番号           | リーグ           | リーグ戦         | リーグ戦         | リーグ杯         | リーグ杯         | オープン杯       | オープン杯       | 期間通算         | 期間通算         |
| 年度             | クラブ           | 背番号           | リーグ           | 出場             | 得点             | 出場             | 得点             | 出場             | 得点             | 出場             | 得点             |
| デンマーク       | デンマーク       | デンマーク       | デンマーク       | リーグ戦         | リーグ戦         | リーグ杯         | リーグ杯         | オープン杯       | オープン杯       | 期間通算         | 期間通算         |
| ---------------- | ---------------- | ---------------- | ---------------- | ---------------- | ---------------- | ---------------- | ---------------- | ---------------- | ---------------- | ---------------- | ---------------- |
| 2020-21          | コペンハーゲン   | 34               | スーペルリーガ   | 15               | 0                | -                | -                | 1                | 0                | 16               | 0                |
| 2021-22          | コペンハーゲン   | 34               | スーペルリーガ   | 21               | 0                | -                | -                | 1                | 0                | 22               | 0                |
| 2022-23          | コペンハーゲン   | 34               | スーペルリーガ   | 15               | 1                | -                | -                | 1                | 0                | 16               | 1                |
| イングランド     | イングランド     | イングランド     | イングランド     | リーグ戦         | リーグ戦         | FLカップ         | FLカップ         | FAカップ         | FAカップ         | 期間通算         | 期間通算         |
| 2022-23          | レスター・シティ | 16               | プレミアリーグ   | 12               | 0                | -                | -                | 2                | 0                | 14               | 0                |
| イタリア         | イタリア         | イタリア         | イタリア         | リーグ戦         | リーグ戦         | イタリア杯       | イタリア杯       | オープン杯       | オープン杯       | 期間通算         | 期間通算         |
| 2023-24          | ボローニャ       | 15               | セリエA          | 32               | 0                | 2                | 0                | -                | -                | 31               | 2                |
| イングランド     | イングランド     | イングランド     | イングランド     | リーグ戦         | リーグ戦         | FLカップ         | FLカップ         | FAカップ         | FAカップ         | 期間通算         | 期間通算         |
| 2024-25          | レスターシティ   | 16               | プレミアリーグ   |                  |                  |                  |                  |                  |                  |                  |                  |
| 通算             | デンマーク       | デンマーク       | スーペルリーガ   | 51               | 1                | -                | -                | 3                | 0                | 54               | 1                |
| 通算             | イングランド     | イングランド     | プレミアリーグ   | 12               | 0                | 0                | 0                | 2                | 0                | 14               | 0                |
| 通算             | イタリア         | イタリア         | セリエA          | 32               | 0                | 2                | 0                | -                | -                | 34               | 0                |
| 総通算           | 総通算           | 総通算           | 総通算           | 95               | 1                | 2                | 0                | 5                | 0                | 102              | 1                |

### 代表
| デンマーク代表 | 国際Aマッチ | 国際Aマッチ |
| 年             | 出場        | 得点        |
| -------------- | ----------- | ----------- |
| 2023           | 4           | 0           |
| 2024           | 13          | 0           |
| 2025           | 1           | 0           |
| 通算           | 18          | 0           |

## タイトル

### クラブ
コペンハーゲン
- デンマーク・スーペルリーガ: 2021-22，2022-23